# Университет на Нджамена
Университетът на Нджамена (на френски: Université de Ndjamena) е най-голямото висше учебно заведение в Чад. Създаден е през 1971 година в столицата Нджамена и до 1994 носи названието „Университет на Чад“ (Université du Tchad). Днес университетът има 6000 студенти и включва следните учебни звена:
- Факултет по точни и приложни науки (Faculté des Sciences Exactes et Appliquées)
- Факултет по право и икономически науки (Faculté de Droit et des Sciences Economiques)
- Факултет по филологически и хуманитарни науки (Faculté des Lettres et Sciences Humaines)
- Факултет по медицински науки (Faculté des Sciences de la Santé )
- Национален институт по хуманитарни науки (Institut National des Sciences Humaines)

Възможно е преподаване на френски език за бакалавърска степен.
Ректор на университета е проф. Рудумта Коина, а Ахмат Табойе оглавява филологическия факултет.